# Тейлор-Крік (Флорида)
Тейлор-Крік (англ. Taylor Creek) — переписна місцевість (CDP) в США, в окрузі Окічобі штату Флорида. Населення — 4470 осіб (2020).

## Географія
Тейлор-Крік розташований за координатами 27°12′51″ пн. ш. 80°47′25″ зх. д. / 27.21417° пн. ш. 80.79028° зх. д. (27.214247, -80.790365).  За даними Бюро перепису населення США в 2010 році переписна місцевість мала площу 10,69 км², з яких 9,48 км² — суходіл та 1,21 км² — водойми. В 2017 році площа становила 8,80 км², з яких 7,82 км² — суходіл та 0,98 км² — водойми.

## Демографія
Згідно з переписом 2010 року, у переписній місцевості мешкало 4348 осіб у 2016 домогосподарствах у складі 1165 родин. Густота населення становила 407 осіб/км².  Було 3026 помешкань (283/км²).
Расовий склад населення:
| - 93,5 % — білих - 1,4 % — азіатів - 1,0 % — чорних або афроамериканців - 0,6 % — корінних американців - 2,2 % — осіб інших рас |

До двох чи більше рас належало 1,2 %. Частка іспаномовних становила 8,2 % від усіх жителів.
За віковим діапазоном населення розподілялося таким чином: 15,5 % — особи молодші 18 років, 54,6 % — особи у віці 18—64 років, 29,9 % — особи у віці 65 років та старші. Медіана віку мешканця становила 51,2 року. На 100 осіб жіночої статі у переписній місцевості припадало 104,2 чоловіків;  на 100 жінок у віці від 18 років та старших — 104,3 чоловіків також старших 18 років.
Середній дохід на одне домашнє господарство  становив 37 061 долар США (медіана — 26 211), а середній дохід на одну сім'ю — 43 867 доларів (медіана — 37 930). Медіана доходів становила 36 667 доларів для чоловіків та 33 669 доларів для жінок. За межею бідності перебувало 29,4 % осіб, у тому числі 46,8 % дітей у віці до 18 років та 15,5 % осіб у віці 65 років та старших.
Цивільне працевлаштоване населення становило 952 особи. Основні галузі зайнятості: освіта, охорона здоров'я та соціальна допомога — 24,1 %, роздрібна торгівля — 23,1 %, мистецтво, розваги та відпочинок — 16,3 %, будівництво — 10,9 %.